# Ambasada RP w Dhace
Ambasada Rzeczypospolitej Polskiej w Dhace – polska misja dyplomatyczna w stolicy Bangladeszu, funkcjonująca w latach 1972–2005.
Polska uznała Ludową Republikę Bangladeszu 12 stycznia 1972 i w kwietniu 1972 otwarto ambasadę w Dhace. W sierpniu 1982 zlikwidowano pion polityczny ambasady. W latach 1984–1985 akredytowany w Bangladeszu był ambasador rezydujący w Nowym Delhi, a placówką w Dhace kierował radca handlowy w stopniu chargé d’affaires a.i. W 2001 podjęto decyzję o zamknięciu ambasady w Dhace, a akredytację ambasadorską przeniesiono do Nowego Delhi. Do ostatecznego zamknięcia placówki ok. 2005 kierował nią chargé d’affaires.
Ambasada RP w Dhace mieściła się pod adresem: Dhaka 1212, Gulshan 2, Road No. 86, House 12A.
W Dhace funkcjonuje Konsulat RP, kierowany przez konsula honorowego Reshadura Rahmana.